# Toncolili
Toncolili (em inglês: Tonkolili) é uma distrito da Serra Leoa localizado na província Norte. Sua capital é a cidade de Magburaka.